# Santuario di Santa Maria della Misericordia (Campagnatico)
Il santuario di Santa Maria della Misericordia, noto storicamente come pieve di Santa Maria, è un luogo di culto cattolico situato a Campagnatico, in provincia di Grosseto.

## Storia
L'antica pieve è ricordata dal 1188. Nel 2001 la chiesa è stata eretta a santuario mariano diocesano.

## Descrizione
La facciata in pietra è a capanna con unico portale sormontato da arco a tutto sesto e scandita da due finestre rettangolari e da un oculo centrale, risalenti al XIX secolo. L'interno è a croce latina, molto manomesso dopo il restauro degli inizi del XIX secolo. Le uniche parti antiche sono il transetto rialzato, coperto a travature lignee, e la zona presbiteriale con la cappella maggiore con volta a crociera, affiancata da due cappelle laterali con altari barocchi.
Gli affreschi della cappella centrale, di maestri senesi tardo trecenteschi (Cristoforo di Bindoccio e Meo di Pero), sono in parte nascosti da vari strati di tinteggiature. Tracce di dipinti murali quattrocenteschi sono venute alla luce nella cappella a destra. All'interno è inoltre presente una duecentesca Madonna con Bambino attribuita a Guido di Graziano e fino a poco tempo fa conservata nella pieve di san Giovanni Battista. Sulla cantoria nel transetto di sinistra si trova l'organo a canne, della metà del XVI secolo.